# Auburn (Dakota del Norte)
Auburn es un lugar designado por el censo ubicado en el condado de Walsh en el estado estadounidense de Dakota del Norte. En el censo de 2010 tenía una población de 48 habitantes y una densidad poblacional de 18,44 personas por km².

## Geografía
Auburn se encuentra ubicado en las coordenadas 48°30′24″N 97°26′13″O / 48.50667, -97.43694. Según la Oficina del Censo de los Estados Unidos, Auburn tiene una superficie total de 2.6 km², de la cual 2.6 km² corresponden a tierra firme y (0%) 0 km² es agua.

## Demografía
Según el censo de 2010, había 48 personas residiendo en Auburn. La densidad de población era de 18,44 hab./km². De los 48 habitantes, Auburn estaba compuesto por el 100% blancos, el 0% eran afroamericanos, el 0% eran amerindios, el 0% eran asiáticos, el 0% eran isleños del Pacífico, el 0% eran de otras razas y el 0% pertenecían a dos o más razas. Del total de la población el 6.25% eran hispanos o latinos de cualquier raza.